# Uwe Storch

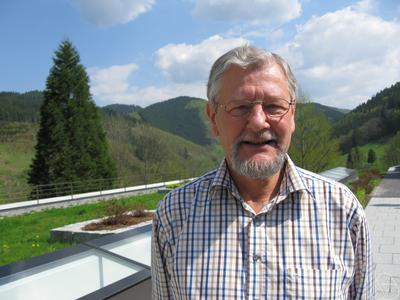
Uwe Storch

Uwe Storch (* 12. Juli 1940 in Leopoldshall; † 17. September 2017 auf Lanzarote) war ein deutscher Mathematiker. Sein Arbeitsgebiet war die kommutative Algebra und die analytische und algebraische Geometrie. Forschungsschwerpunkte waren Derivationen, Divisorenklassengruppe, Resultanten.
Storch studierte Mathematik, Physik und Mathematische Logik an der Westfälischen Wilhelms-Universität Münster und an der Ruprecht-Karls-Universität Heidelberg. Er wurde 1966 promoviert bei Heinrich Behnke über fastfaktorielle Ringe.
Storch habilitierte sich 1972 in Bochum und wurde 1974 Professor an der Universität Osnabrück. Von 1981 bis zu seiner Emeritierung 2006 war er Professor für Algebra und Geometrie an der Ruhr-Universität Bochum.
Er ist Verfasser von Lehrbüchern über Mathematik (mit Hartmut Wiebe) und Algebra (mit Günter Scheja).
Uwe Storch war verheiratet und hatte vier Söhne.

## Satz von Storch
Der Satz von Storch (oder Satz von Storch-Eisenbud-Evans) besagt, dass jede algebraische Untervarietät im n-dimensionalen affinen Raum geometrisch (d. h. bis auf das Radikal) durch n Polynome beschrieben werden kann.

## Bücher
- Maß- und Integrationstheorie, Springer Spektrum 2020
- Analysis einer Veränderlichen, Springer Spektrum 2018
- Grundkonzepte der Mathematik, Springer Spektrum 2017
- Arbeitsbuch zur Linearen Algebra, Springer Spektrum 2015
- Arbeitsbuch zur Analysis einer Veränderlichen, Springer Spektrum 2014
- mit Hartmut Wiebe: Lehrbuch der Mathematik, 4 Bände, Spektrum Akademischer Verlag
  - Band 1 Analysis einer Veränderlichen, 2. Auflage 1996, 2010, Band 2 Lineare Algebra, 2. Auflage 1999, 2010, Band 3 Analysis mehrerer Veränderlicher – Integrationstheorie, 2010, Band 4 Analysis auf Mannigfaltigkeiten, Funktionentheorie, Funktionalanalysis, 2001, 2011
- mit Hartmut Wiebe: Lehrbuch der Mathematik für Mathematiker, Informatiker und Physiker, 3 Bände, BI Wissenschaftsverlag 1989 bis 1993
- mit Günter Scheja: Lehrbuch der Algebra, Teubner, Teil 1 1980, 2. Auflage 1994, Teil 2 1988, Teil 3 1981